# Antonio Bilbatúa Zubeldía
Antonio Bilbatúa Zubeldía (Sarria, província de Lugo, 23 de maig de 1894 - Vigo, 27 d'agost de 1936) fou un dirigent socialista i polític gallec d'origen basco. Treballà com a oficial de telègrafs i milità al PSOE de Galícia. Fou elegit diputat del Front Popular per la província de Pontevedra a les eleccions generals espanyoles de 1936.
Quan esclatà la sublevació militar que donà lloc a la guerra civil espanyola, fou detingut a Vigo amb altres dirigents d'esquerra gallecs. Fou afusellat al cementiri de Pereiró (Vigo) amb els altres membres del Comitè del Front Popular a Vigo, els seus germans Luis i Demetrio, l'alcalde de Vigo Emilio Martínez Garrido, l'alcalde de Lavadores José Antela Conde, i els diputats socialistes Enrique Heraclio Botana Pérez i Ignacio Seoane Fernández el 27 d'agost de 1936. Un carrer del municipi de Barreiro duu el seu nom.